# Lena Lervik
Lena Lervik (ur. 7 kwietnia 1940 w Kristianstand)  – szwedzka rzeźbiarka

## Życiorys
Studiowała w Genewie, potem ukończyła Szwedzką Królewską Akademię Sztuki w Sztokholmie. W latach 1992–95 była przewodniczącą Szwedzkiego Stowarzyszenia Twórców, a od 1999 do 2003 przewodniczącą Stowarzyszenia Rzeźbiarzy. Mieszka w Sztokholmie.  W 1976 roku po raz pierwszy pokazała swoje prace na indywidualnej wystawie.

## Twórczość
Swoje prace tworzy w brązie i ceramice oraz naturalne. W jej rzeźbach często pojawiają się motywy kobiece w tym motyw matki i dziecka, postać Maryi lub bogiń.
Wybrane prace:
2015- Skyddsmantelmadonnan - rzeźba z brązu Matki Bożej ustawiona przed wejściem do katedry w Lund
1997 - Amalia Eriksson - Gränna
1996 - Trolle Bondes gata - Sztokholm
1993 - Kalven (Ciele) - Kristianstad